# Hanibal al-Kaddafi
Hanibal Mu’ammar al-Kaddafi (arab. هانيبال معمر القذافي; ur. 20 września 1975, Trypolis) – libijski skandalista, czwarty syn Mu’ammara al-Kaddafiego.
Ukończył szkoły morskie w Libii oraz Egipcie, następnie pracował w państwowym przedsiębiorstwie żeglugowym. Głównie znany z kilku skandali. W 2001 zaatakował gaśnicą trzech włoskich policjantów. Trzy lata później aresztowany w Paryżu za jazdę samochodem po pijanemu. W 2005 skazany przez sąd francuski na cztery miesiące więzienia w zawieszeniu za pobicie swojej narzeczonej – Aliny Skaf, która została jego żoną. W 2008 oboje dotkliwie pobili służbę genewskiego hotelu President Wilson. Para wraz z ochroniarzami trafiła do więzienia. Wyszli za kaucją 130 tys. euro. Z powodu tego incydentu stosunki między Libią i Szwajcarią uległy znacznemu pogorszeniu. Mu’ammar al-Kaddafi wstrzymał dostawy ropy do Szwajcarii, zakazał lądowania szwajcarskim samolotom w Libii. Zamknięto ambasadę libijską w Zurychu i wiele szwajcarskich firm w Libii. Groził nawet temu krajowi wojną.
Podczas wojny domowej w Libii w 2011 r. Hanibal uciekł wraz z matką i bratem Muhammadem do Algierii. Wcześniej, kiedy rebelianci zajęli posiadłość Kaddafich w Trypolisie, znaleziono poparzoną wrzątkiem służącą Hanibala, która pochodziła z Etiopii.
Od grudnia 2018 roku przebywa w więzieniu w Libanie. W lutym 2019 roku udzielił wywiadu rosyjskiej agencji informacyjnej Sputnik, w którym podał, że 6 grudnia 2018 roku został on porwany przez uzbrojoną grupę syryjskich bojowników, którzy przetransportowali go do Libanu - gdzie został uwięziony. Zaapelował także do Organizacji Narodów Zjednoczonych, oraz do Rosji o pomoc w uwolnieniu z więzienia, w którym według niego samego, więziony jest bezprawnie.
| Fathijja Nuri Chalid | Fathijja Nuri Chalid | Fathijja Nuri Chalid | Fathijja Nuri Chalid | Fathijja Nuri Chalid | Fathijja Nuri Chalid |          |          | Mu’ammar al-Kaddafi | Mu’ammar al-Kaddafi | Mu’ammar al-Kaddafi | Mu’ammar al-Kaddafi | Mu’ammar al-Kaddafi | Mu’ammar al-Kaddafi |               |               | Safijja Farkasz | Safijja Farkasz | Safijja Farkasz | Safijja Farkasz | Safijja Farkasz | Safijja Farkasz |           |           |           |           |  |  |            |            |            |            |            |            |  |  |         |         |         |         |         |         |  |  |        |        |        |        |        |        |  |  |              |              |              |              |              |              |  |  |        |        |        |        |        |        |  |  |  |  |  |  |
| Fathijja Nuri Chalid | Fathijja Nuri Chalid | Fathijja Nuri Chalid | Fathijja Nuri Chalid | Fathijja Nuri Chalid | Fathijja Nuri Chalid |          |          | Mu’ammar al-Kaddafi | Mu’ammar al-Kaddafi | Mu’ammar al-Kaddafi | Mu’ammar al-Kaddafi | Mu’ammar al-Kaddafi | Mu’ammar al-Kaddafi |               |               | Safijja Farkasz | Safijja Farkasz | Safijja Farkasz | Safijja Farkasz | Safijja Farkasz | Safijja Farkasz |           |           |           |           |  |  |            |            |            |            |            |            |  |  |         |         |         |         |         |         |  |  |        |        |        |        |        |        |  |  |              |              |              |              |              |              |  |  |        |        |        |        |        |        |  |  |  |  |  |  |
|                      |                      |                      |                      |                      |                      |          |          |                     |                     |                     |                     |                     |                     |               |               |                 |                 |                 |                 |                 |                 |           |           |           |           |  |  |            |            |            |            |            |            |  |  |         |         |         |         |         |         |  |  |        |        |        |        |        |        |  |  |              |              |              |              |              |              |  |  |        |        |        |        |        |        |  |  |  |  |  |  |
|                      |                      |                      |                      |                      |                      |          |          |                     |                     |                     |                     |                     |                     |               |               |                 |                 |                 |                 |                 |                 |           |           |           |           |  |  |            |            |            |            |            |            |  |  |         |         |         |         |         |         |  |  |        |        |        |        |        |        |  |  |              |              |              |              |              |              |  |  |        |        |        |        |        |        |  |  |  |  |  |  |
|                      |                      |                      |                      | Muhammad             | Muhammad             | Muhammad | Muhammad | Muhammad            | Muhammad            |                     |                     | Sajf al-Islam       | Sajf al-Islam       | Sajf al-Islam | Sajf al-Islam | Sajf al-Islam   | Sajf al-Islam   |                 |                 | As-Sa’adi       | As-Sa’adi       | As-Sa’adi | As-Sa’adi | As-Sa’adi | As-Sa’adi |  |  | Al-Mutasim | Al-Mutasim | Al-Mutasim | Al-Mutasim | Al-Mutasim | Al-Mutasim |  |  | Hanibal | Hanibal | Hanibal | Hanibal | Hanibal | Hanibal |  |  | A’isza | A’isza | A’isza | A’isza | A’isza | A’isza |  |  | Sajf al-Arab | Sajf al-Arab | Sajf al-Arab | Sajf al-Arab | Sajf al-Arab | Sajf al-Arab |  |  | Chamis | Chamis | Chamis | Chamis | Chamis | Chamis |  |  |  |  |  |  |